# Juan de Tolosa
Pour les articles homonymes, voir Juan de Tolosa (homonymie).

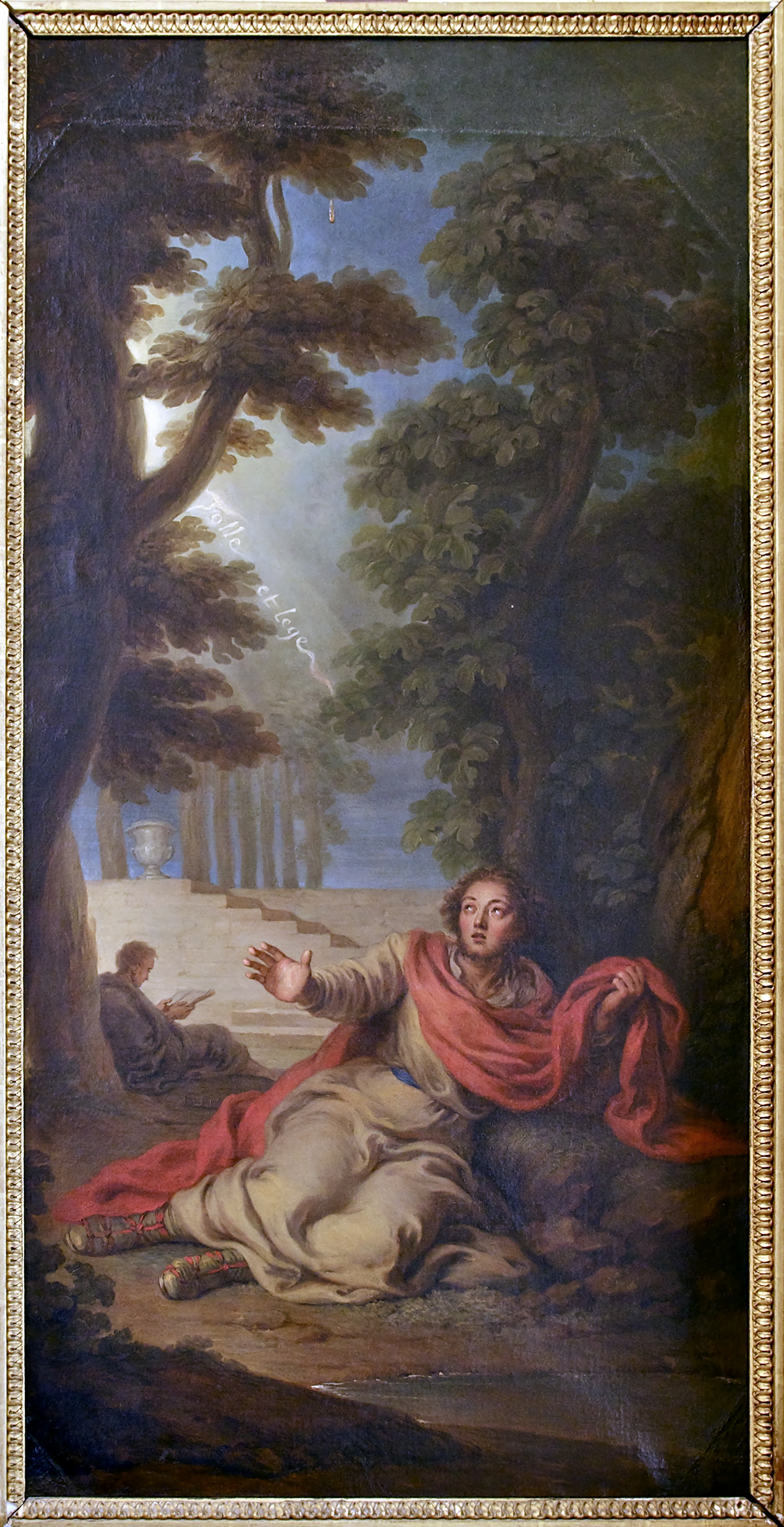
Conversion de saint Augustin (par Coypel)

Juan de Tolosa, mort après 1600, est un augustin espagnol, auteur de deux ouvrages en castillan, représentatifs de la culture humaniste de son ordre au Siècle d'or.

## Biographie
Juan est le fils d'Ignacio de Tolosa, licencié en droit. On ignore les dates de sa naissance et de sa mort. En revanche, on sait qu'il fit profession au couvent des augustins de Medina del Campo, le 2 mai 1560. Ordonné prêtre vers 1569, il est nommé prieur à Huesca, et profite de cette affectation pour décrocher un baccalauréat en théologie à l'université de la ville, entre 1580 et 1583. De 1586 à 1589, il devient prieur à Saragosse et publie deux ouvrages, avant d'enseigner l'exégèse à l'université de Huesca, à partir de 1600.

## Spiritualité

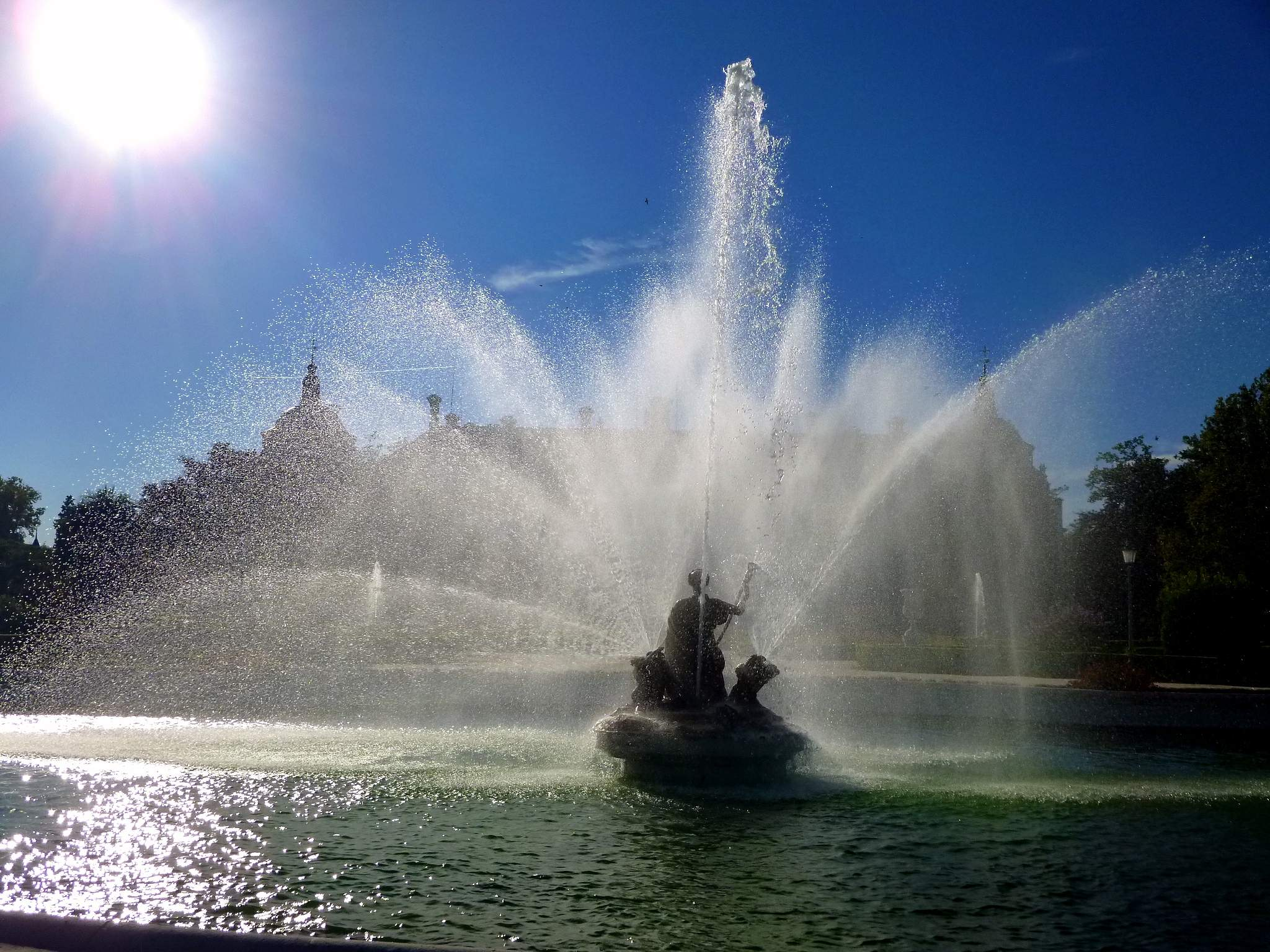
Jets d'eau dans les jardins du palais d'Arranjuez

En 1588 ou 1589, Juan de Tolosa fait paraître à Medina del Campo des Discorsos predicabiles a modo de dialogos, ensemble de matériaux qui pouvaient être utilisés pour la prédication, comme, un peu plus tard, les sermons modèles de l'augustin Cristobal de Fonseca. Le genre littéraire du dialogue s'inscrit dans le courant de l'humanisme platonisant des augustins espagnols. Il sera d'ailleurs repris dans Aranjuez del alma, ouvrage publié à Saragosse en 1590, et dédié à l'Infante Isabelle-Claire-Eugénie d'Autriche, fille de Philippe II. Le titre fait référence au palais royal d'Aranjuez, alors en construction, plus particulièrement aux célèbres jardins, puisque l'auteur promet de faire couler d'abondantes sources spirituelles. En se basant sur une tradition ascétiques, il invite en effet à se libérer des obstacles qui s'opposent à la vie intérieure, pour s'engager sur le chemin de la perfection. Par ailleurs, ce contemporain de Cervantès affirme avoir écrit en castillan pour concurrencer les livres de chevalerie, qu'il considère comme des friponneries. Par le choix d'une écriture élégante en langue vulgaire, il s'aligne sur ses confrères Pedro Malon de Chaide et Luis de León. De ce dernier, il cherche tout spécialement à imiter Los nombres de Cristo, tant par la forme dialoguée du récit, où l'auteur se dissimule sous le pseudonyme de Padre Adeodato, que par le caractère bucolique d'une action située à Salamanque, à Saragosse et dans l'estuaire de l'Ebre.